# Ближняя Испания

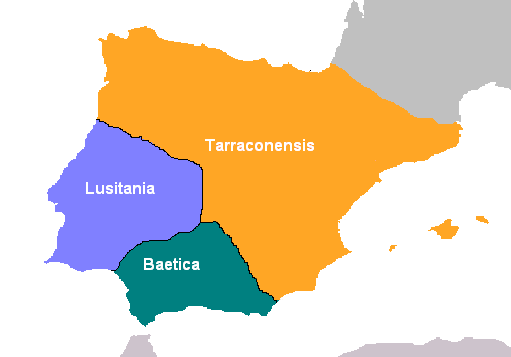
Испания после реформы Цезаря Августа в 27 до н. э.

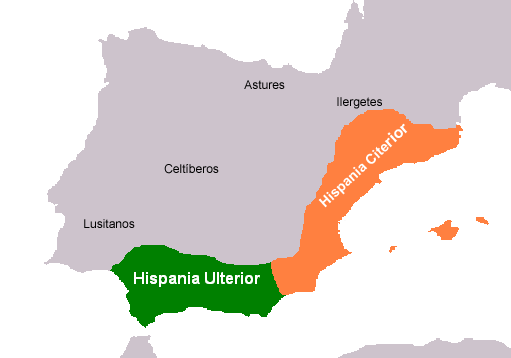
Деление Испании на Ближнюю и Дальнюю в 197 до н. э..

Бли́жняя Испа́ния (лат. Hispania Citerior) — провинция Римской республики на Пиренейском полуострове, расположенная на северо-востоке современной Испании и в долине реки Эбро (лат. Iberus). Столицей провинции был город Таррако.
В результате реформ Августа после окончательного завоевания Пиренейского полуострова римлянами, окончившегося Кантабрийскими войнами, провинция Ближняя Испания была объединена с Галисией (лат. Gallaecia), частью провинции Дальняя Испания. Таким образом, возникла новая провинция Тарраконская Испания (лат. Hispania Tarraconensis, исп. Tarraconense).